# Yasutaka Sato
Yasutaka Sato, född 3 februari 1940, är en japansk före detta volleybollspelare.
Sato blev olympisk bronsmedaljör i volleyboll vid sommarspelen 1964 i Tokyo.